# Championnats d'Asie de tir à l'arc 2013
Navigation
Édition précédente Édition suivante
Les championnats d'Asie de tir à l'arc 2013 sont une compétition sportive de tir à l'arc qui a été organisée en 2013 à Taipei, à Taïwan. Il s'agit de la 18e édition des championnats d'Asie de tir à l'arc.

## Résultats[1]

### Classique
| Épreuves          | Or                                                  | Argent                                                 | Bronze                                                   |
| ----------------- | --------------------------------------------------- | ------------------------------------------------------ | -------------------------------------------------------- |
| Individuel hommes | Furukawa Takaharu Japon                             | Gantugs Jantsan Mongolie                               | Jung Sung-won Corée du Sud                               |
| Individuel femmes | Le Chien-ying Taipei chinois                        | Jung Da-somi Corée du Sud                              | Bombayla Devi Laishram Inde                              |
| Par équipe hommes | Corée du Sud Jung Sung-won Jin Jae-wang Ku Bon-chan | Japon Furukawa Takaharu Tabata Shungo Ota Shohei       | Taipei chinois Kuo Cheng-wei Chang Wei-hsiang Chu Shu-yu |
| Par équipe femmes | Corée du Sud Joo Hyun-jung Jung Da-somi Choi Mi-sun | Taipei chinois Lin Shih-chia Tan Ya-ting Le Chien-ying | Japon Hayashi Yuki Kawanaka Kaori Kato Ayano             |
| Par équipe mixte  | Inde Jayanta Talukdar Deepika Kumari                | Corée du Sud                                           | Taipei chinois                                           |

### À poulie
| Épreuves          | Or                                                      | Argent                                            | Bronze                                             |
| ----------------- | ------------------------------------------------------- | ------------------------------------------------- | -------------------------------------------------- |
| Individuel hommes | Hamzeh Nekoeei Iran                                     | Abhishek Verma Inde                               | Sandeep Kumar Inde                                 |
| Individuel femmes | Seok Ji-hyun Corée du Sud                               | Youn So-jung Corée du Sud                         | Choi Bo-min Corée du Sud                           |
| Par équipe hommes | Inde Abhishek Verma Ratan Singh Khuraijam Sandeep Kumar | Corée du Sud Choi Yong-hee Kim Jongho Min Li-hong | Iran Amir Kazempour Hamzeh Nekoeei Esmaeil Ebadi   |
| Par équipe femmes | Taipei chinois Chen Li-ju Huang I-jou Wen Ning-meng     | Iran Sakineh Ghasempour Shabnam Sarlak Mino Abedi | Corée du Sud Seok Ji-hyun Youn So-jung Choi Bo-min |
| Par équipe mixte  | Inde Abhishek Verma Lily Chanu Paonam                   | Iran Amir Kazempour Mino Abedi                    | Taipei chinois                                     |